# کاپتان بلک
کاپیتان بلک (به انگلیسی: Captain Black)، نام یک برند سیگار، تنباکو، عطر و ادکلن آمریکایی است که از سال ۱۹۳۱ توسط شرکت لین لیمیتد تولید می‌شود. علاوه بر تنباکو و سیگار این شرکت عطر و ادکلن هم تولید می‌کند و مشتریان زیادی دارد. این اسانس و عطر با بویی شبیه به شکلات تلخ بین مردان شیک پوش به خصوص در فصل زمستان بسیار رایج است.

## روش اصالت سیگار
- شیرین بودن فیلتر سیگار[۶]
- بارکد روی پاکت

## روش‌های اصالت ادکلن
- مایع داخل ادکلن کاپیتان بلک به رنگ قهوه ای است که از کناره‌های شیشه ادکلن می‌توان این مایع قهوه ای رنگ را دید.
- چرم مورد استفاده در ادکلن کاپیتان بلک نیز به رنگ قهوه ای است و نقش‌هایی که بر روی این چرم حک شده‌است نشانگر اصالت این ادکلن فرانسوی است.
- عکس کاپیتان روی جعبهٔ آن: به این روش که برچسب و لیبل اصلی این کاراکتر باید سفید و بدون هیچ فیلتر خاصی بر روی این ادکلن قرار بگیرد. ولی بعضاً این کاراکتر بر روی ادکلن فیک و قلابی آن به صورت سوخته و دارای فیلتر نارنجی رنگ و زرد در پشت کاراکتر این شخصیت هست.
- چرم روی شیشه: چرم روی شیشه از بالا و به صورت کمربند از روی شانهٔ شیشهٔ ادکلن به پایین کشیده شده‌است ولی در ادکلن قلابی این چرم به صورت تایپ و از کنار بر روی شیشهٔ آن پهن شده‌است و بر روی شانهٔ این ادکلن اصلاً قرار نگرفته‌است.
- هولوگرام یا برچسب نقره ای رنگ آن و شمارهٔ تولید این ادکلن در ته این ادکلن و بر روی جعبهٔ آن است.